# Fitzroy (Australie-Occidentale)
Pour les articles homonymes, voir Fitzroy.
Le Fitzroy, (en anglais:Fitzroy River), est un fleuve de l'ouest de la région de Kimberley en Australie-Occidentale.

## Histoire
Les propriétaires traditionnels du Fitzroy sont les Nyikina qui y habitent à l'ouest et les Walmadjari et Konejandi à l'est. Ils vivent dans la région depuis au moins 40 000 ans . Les Nyikina appellent la région le Mardoowarra. La rivière et ses vastes plaines inondables revêtent une grande importance spirituelle, culturelle, médicinale et écologique.
Le premier explorateur européen à visiter le fleuve était George Grey embarqué sur le HMS Beagle en 1837. Il a été donné son nom actuel par le Lieutenant J L Stokes le 26 février 1838 d'après le Capitaine Robert FitzRoy.

## Géographie
Son cours est situé dans le Kimberley. Il nait dans la Chaîne du roi Léopold à 486 m d'altitude. Après un parcours de 733 kilomètres, il se jette dans l'océan Indien dans le golfe de King Sound.Il a un bassin de 93 829 km2